# Penitents
Penitents – stacja metra w Barcelonie, na linii 3. Stacja została otwarta w 1985.